# Diocesi di Augusta

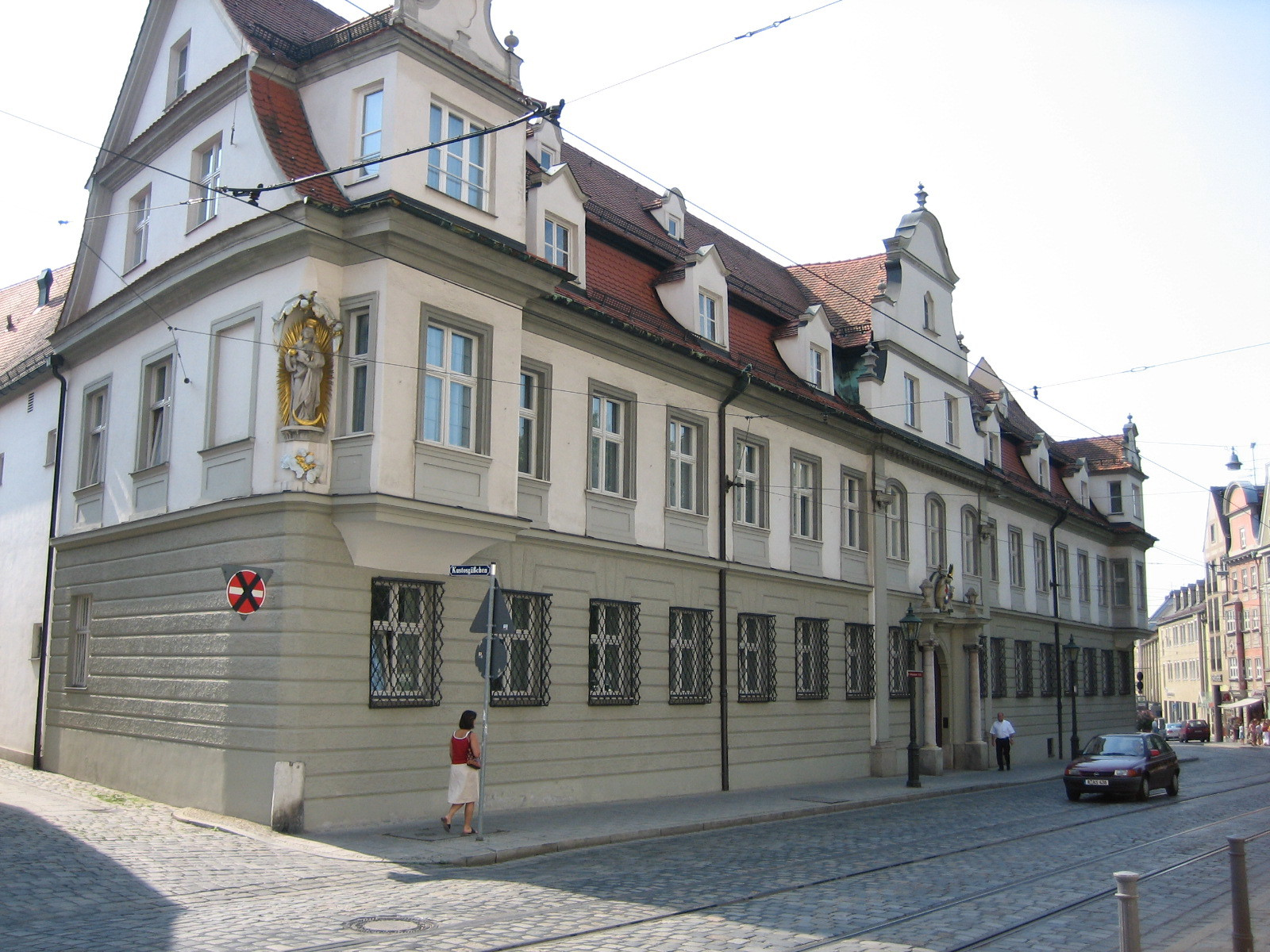
La residenza dei vescovi di Augusta.

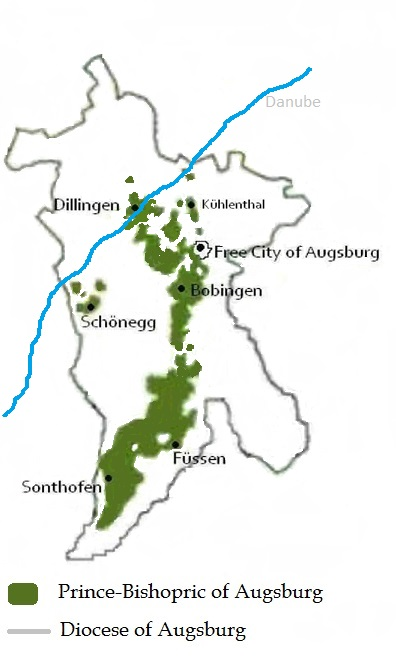
Mappa della diocesi e del principato ecclesiastico di Augusta, prima del 1803.

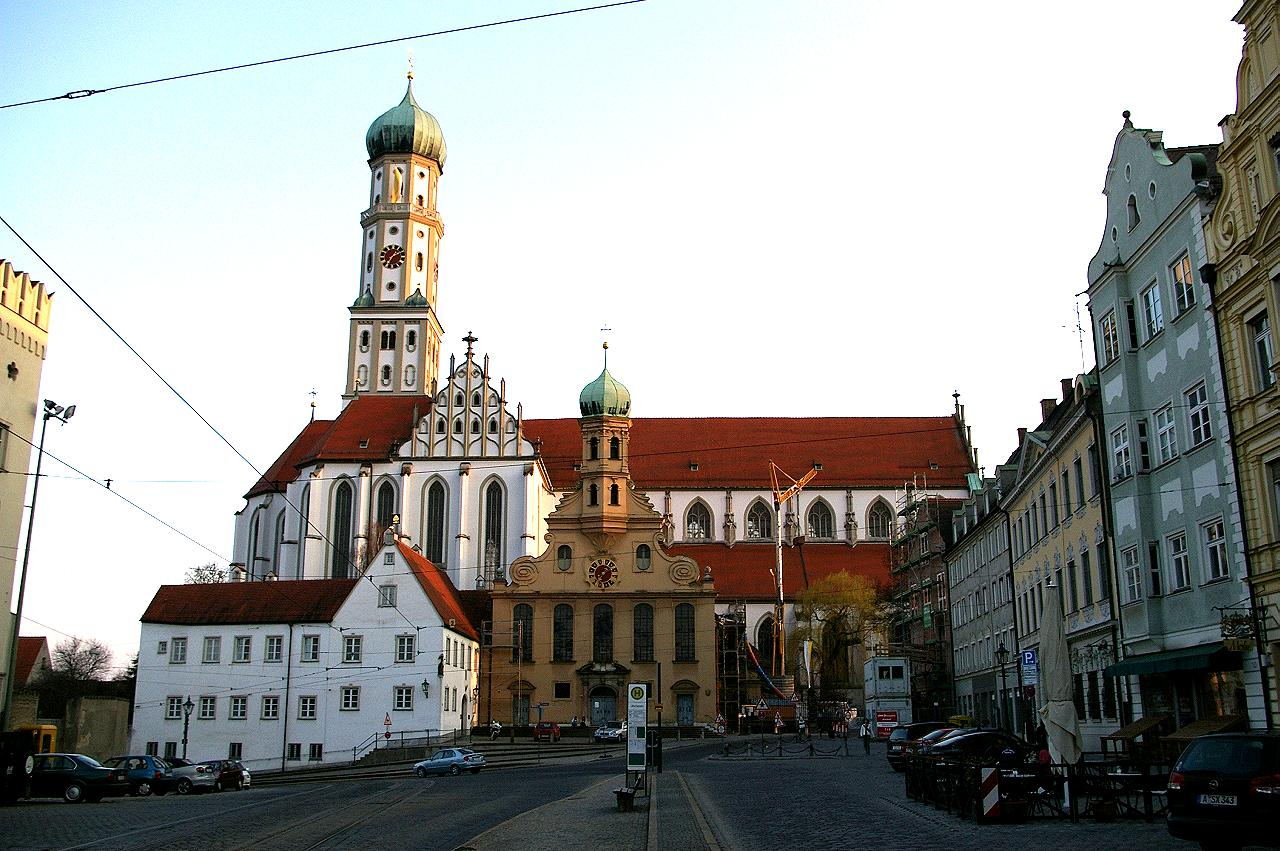
La basilica dei Santi Ulrico e Afra ad Augusta, edificata nel XV secolo su edifici preesistenti del X secolo.

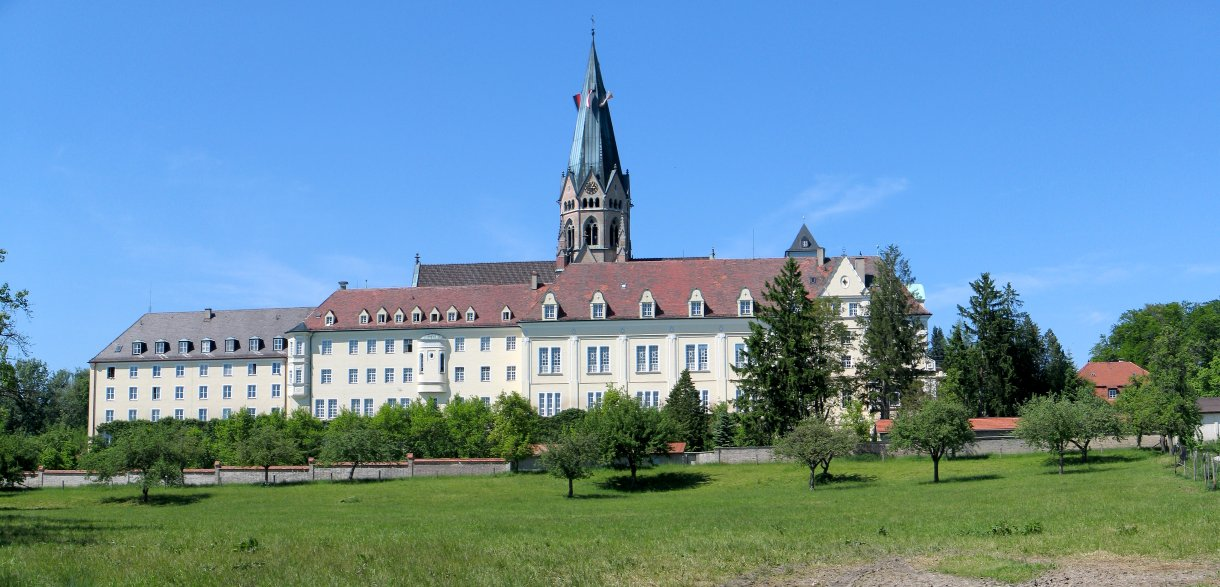
L'abbazia di Sant'Ottilia (Sankt Ottilien), casa madre della congregazione benedettina ottiliana.

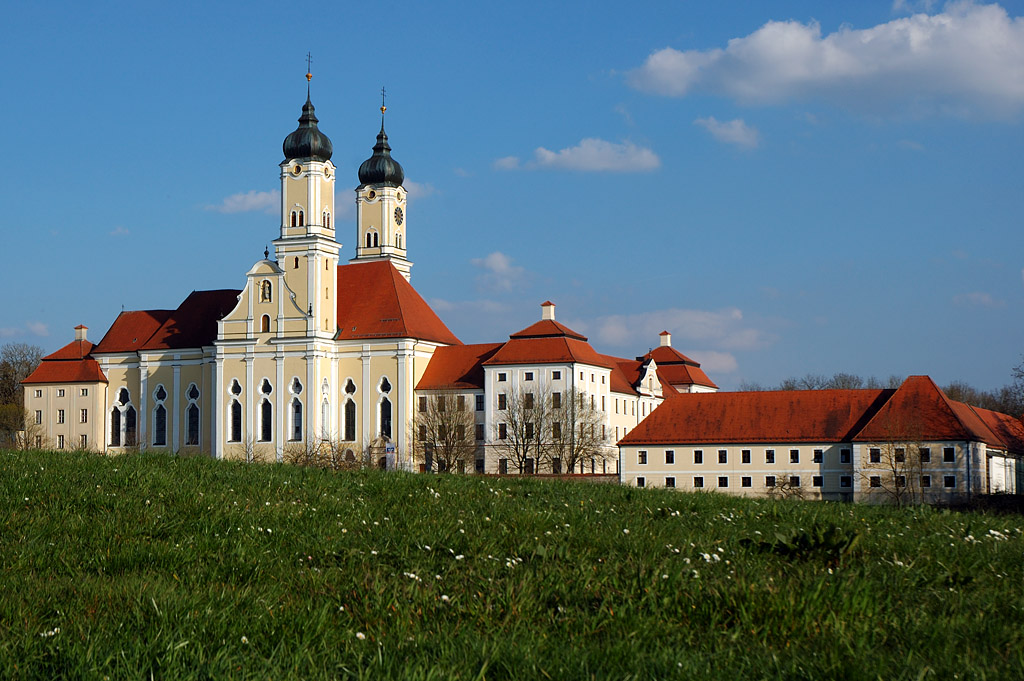
L'abbazia premostratense di Roggenburg, fondata nel XII secolo.

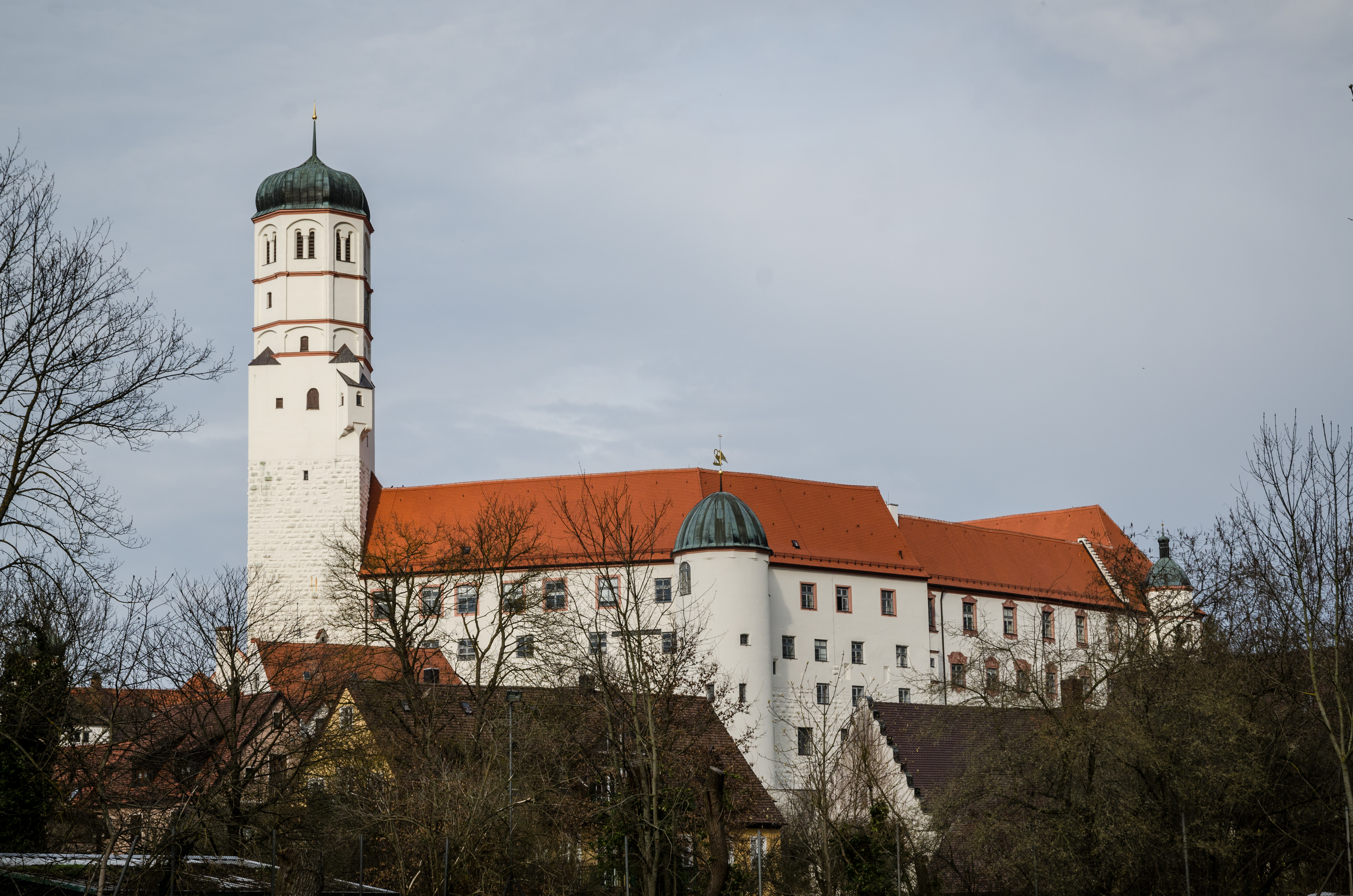
Il palazzo dei principi vescovi di Augusta a Dillingen an der Donau.

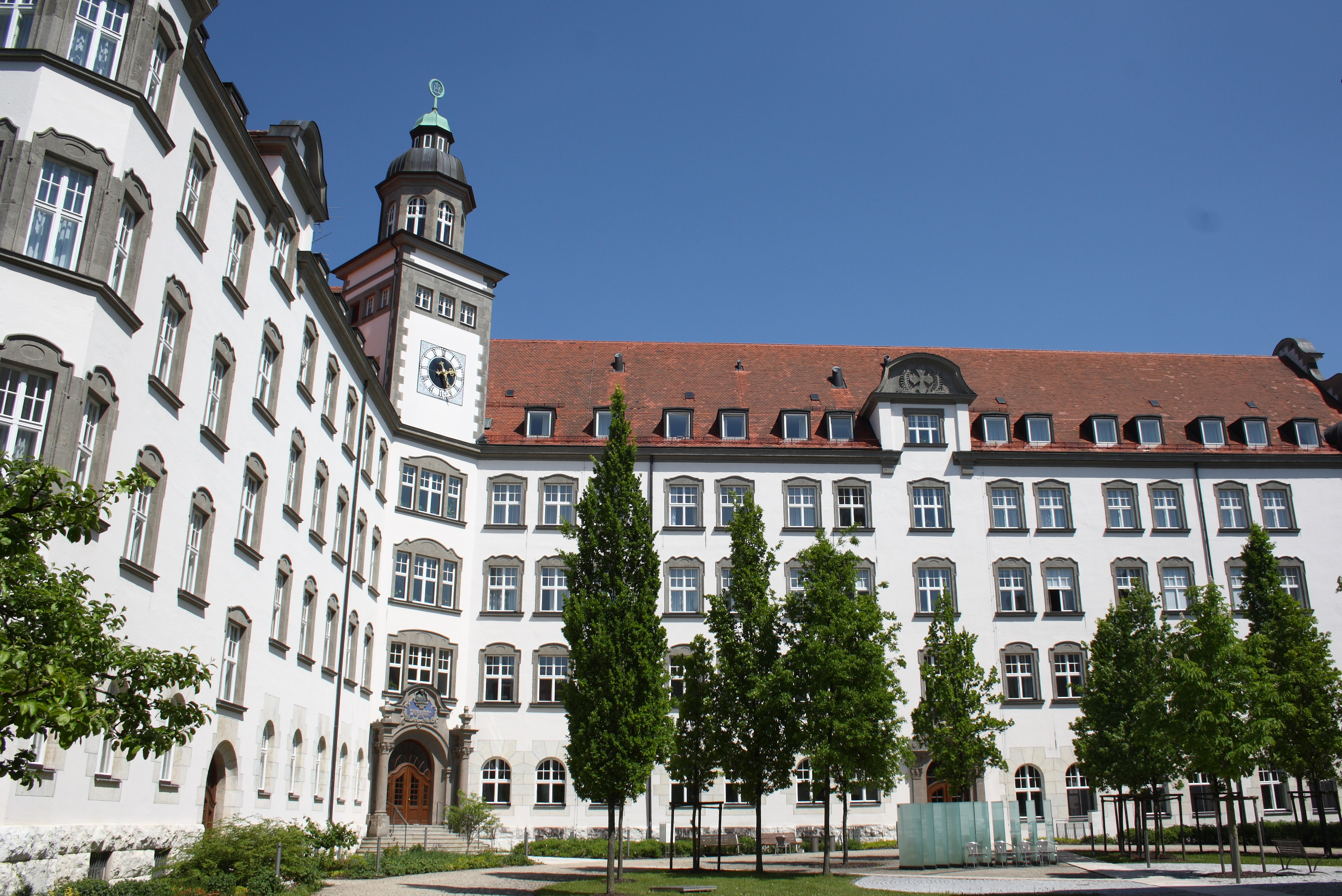
L'università cattolica di Dillingen.

La diocesi di Augusta (in latino Dioecesis Augustana Vindelicorum) è una sede della Chiesa cattolica in Germania suffraganea dell'arcidiocesi di Monaco e Frisinga. Nel 2022 contava 1.302.000 battezzati su 2.460.076 abitanti. È retta dal vescovo Bertram Johannes Meier.

## Territorio
La diocesi si estende nella Baviera sud-occidentale e comprende:
- per intero i circondari di Lindau, Alta Algovia, Algovia Orientale, Bassa Algovia, Landsberg am Lech, Nuova Ulma, Günzburg, Augusta, Aichach-Friedberg, Dillingen;
- in parte i circondari di Weilheim-Schongau, Garmisch-Partenkirchen, Bad Tölz-Wolfratshausen, Starnberg, Fürstenfeldbruck, Dachau, Pfaffenhofen an der Ilm, Neuburg-Schrobenhausen, Danubio-Ries e Ansbach;
- le città extracircondariali di Augusta, Kempten, Memmingen e Kaufbeuren.

Sede vescovile è la città di Augusta, dove si trova la cattedrale di Santa Maria. Nella città di Dillingen an der Donau si trova la basilica minore e concattedrale di San Pietro. Altre basiliche minori della diocesi sono: la basilica dei Santi Alessandro e Teodoro a Ottobeuren, la basilica di San Michele a Altenstadt, la basilica di San Lorenzo a Kempten, la basilica dei Santi Ulrico e Afra ad Augusta e la basilica di San Benedetto a Benediktbeuern.
Il territorio si estende su 13.250 km² ed è suddiviso in 996 parrocchie, raggruppate in 23 decanati (dal 1º dicembre 2012).

## Storia
Augusta Vindelicorum era l'antico nome della città di Augusta, posta nella provincia imperiale della Raetia secunda, dove rimase compresa dalla conquista romana sino al termine dell'Impero. Già durante l'epoca delle persecuzioni, Augusta annoverava dei cristiani, come attestato dal martirio di sant'Afra (inizio IV secolo), patrona della diocesi, e dalla continuità del culto nei suoi confronti. Tuttavia è da considerarsi una leggenda la tradizione tardiva, riportata dagli Acta di sant'Afra, secondo la quale la diocesi sarebbe stata fondata da san Narciso, vescovo di Gerona in Spagna, e avrebbe avuto come primo vescovo lo zio della santa, san Dionigi.
Gli antichi cataloghi episcopali riportano una serie di nomi di vescovi non attestati storicamente e insufficienti a coprire un arco di tempo dal V-VI secolo, epoca in cui probabilmente è stata eretta la diocesi, alla prima metà dell'VIII secolo, periodo in cui è attestato il primo vescovo certo di Augusta, Wikterp (o Wigbert). A partire dall'VIII secolo è attestata l'appartenenza della diocesi alla provincia ecclesiastica dell'arcidiocesi di Magonza.
Con il vescovo Simperto (IX secolo) si fissarono i confini della diocesi (si conteranno fino a 39 decanati rurali) e la città divenne un centro fondamentale della cultura benedettina, il che incrementò la fondazione di nuove abbazie, come quelle di Wessobrunn, di Benediktbeuern e di Ottobeuren. Con Simperto inoltre la diocesi incorporò i territori della soppressa diocesi di Neuburg.
Fin dall'VIII secolo, i vescovi di Augusta acquisirono beni, immunità e privilegi, che andarono a costituire il principato vescovile di Augusta (Hochstift Augsburg), che si consolidò con il grande vescovo e patrono della città e della diocesi, sant'Ulrico (923-973). Uomo devoto e pio, profondamente attento all'educazione del clero, alla disciplina nei monasteri e alla pratica religiosa nel popolo, appoggiò senza sconti l'impero e divenne il confidente di Ottone I di Sassonia, che gli accordò il diritto, inusuale all'epoca, di battere moneta.
La cattedrale di Augusta fu iniziata dal vescovo Leuthold (Liutolf) († 996) e portata a termine da Emmerich von Leiningen († 1077), al quale si deve anche la costruzione della basilica dei Santi Ulrico e Afra, importante luogo di pellegrinaggio della diocesi.
All'epoca del vescovo Hartmann († 1286), la città di Augusta ottenne lo status di città libera dell'Impero; la capitale del principato vescovile e seconda residenza dei vescovi divenne la città di Dillingen sul Danubio.
La riforma protestante ebbe un discreto successo nella diocesi, che comportò il passaggio alla nuova confessione religiosa di 142 parrocchie (il 13,1% del totale), 8 abbazie maschili e 5 femminili, e 13 conventi degli ordini mendicanti. Se la diocesi rimase sostanzialmente fedele al cattolicesimo, lo fu soprattutto grazie ai diversi principi che governavano sul territorio diocesano, i duchi di Baviera e di Austria, e i principi ecclesiastici di Kempten, di Ellwangen e delle 9 abbazie imperiali con sede nella diocesi.
Augusta fu scelta come sede di alcune importanti diete imperiali, che giocarono un ruolo decisivo nella storia religiosa della Germania: la dieta del 1518, dove si svolse il dibattito teologico fra Martin Lutero e il cardinale Caietano; la dieta del 1530, dove fu redatta quella che è passata alla storia come "confessione di Augusta"; la dieta del 1555, quando fu stipulata la "pace di Augusta".
Con l'aiuto del gesuita Pietro Canisio, vescovo di Vienna, il vescovo Otto Truchsess von Waldburg dette avvio alla controriforma nella sua diocesi e fondò un'università cattolica riformata a Dillingen, nel 1549, la quale contribuì a diffondere gli ideali del concilio di Trento anche nella diocesi; nel 1735 fu eretto anche il seminario di Pfaffenhausen.
Nell'epoca barocca Augusta si arricchì di numerose opere d'arte realizzate per merito di architetti, pittori e stuccatori di valente rilievo che operarono nelle chiese della diocesi. A quest'epoca risalgono i monasteri e le chiese parrocchiale più famose dell'area come quella di Pfaffenwinkel. Nello stesso stile venne eretta la scuola di Wessobrunn, il monastero Marienmünster presso Dießen, i monasteri di Benediktbeuern e di Abbazia di sant'Ottilia presso Wallfahrtskirchen e la Wieskirche di Steingaden.
Il principato ecclesiastico di Augusta fu soppresso con il Reichsdeputationshauptschluss e la secolarizzazione del 1803 e il suo territorio venne annesso al regno di Baviera. Anche la diocesi, a seguito degli avvenimenti politici, subì alcune variazioni. L'ultimo principe-vescovo, Clemente Venceslao di Sassonia, morì nel 1812 e la diocesi rimase vacante per alcuni anni, durante i quali fu amministrata dal vicario generale Franz Friedrich von Sturmfeder.
Facendo seguito al concordato con il regno bavarese del 5 giugno 1817, papa Pio VII pubblicò il 1º aprile successivo la bolla Dei ac Domini nostri con la quale riorganizzava le circoscrizioni ecclesiastiche della Baviera. La diocesi di Augusta fu resa suffraganea dell'arcidiocesi di Monaco e Frisinga ed inglobò i territori della soppressa prepositura di Ellwangen. Dal punto di vista territoriale, i nuovi confini diocesani furono fatti coincidere con quelli del regno di Baviera: acquisì così 65 parrocchie dalla soppressa diocesi di Costanza, ma al contempo cedette 79 parrocchie alla diocesi di Rottenburg (ad ovest) e 12 parrocchie nel Vorarlberg e nel Tirolo alla diocesi di Bressanone (a sud).
Nel 1823 il seminario statale fu concesso alla diocesi, che ne fece il centro di formazione dei suoi preti; fu ricostruito dal vescovo Maximilian von Lingg nel 1914; nel 1862 venne inaugurato il seminario minore.
Il 9 febbraio 1914 cedette una piccola porzione di territorio all'arcidiocesi di Monaco e Frisinga.

## Cronotassi dei vescovi
Si omettono i periodi di sede vacante non superiori ai 2 anni o non storicamente accertati.
Il più antico catalogo episcopale di Augusta risale al XII secolo inserito all'interno di un codice dell'abbazia di Wessobrunn. Il primo vescovo storicamente documentato è Wikterp (o Wigbert), nella prima metà dell'VIII secolo; nel catalogo il suo nome è preceduto da quello di altri nove vescovi, sui quali le fonti storiche tacciono.
- San Dionigi † (IV secolo)
- Zosimo †
- Perewelf †
- Tagebert †
- Manno †
- Wicho †
- Piricho †
- Zeizzo †
- Marchmann †
- Wikterp o Wigbert † (menzionato nel 738 circa)
- Tozzo †
- San Simperto † (circa 801 - ?)
- Hanto † (menzionato nell'812 circa)
- San Nitger † (menzionato nell'822)
- Udalmann †
- Lanto † (prima dell'847 - dopo l'852)
- Witger † (prima dell'867 - 887 deceduto)
- Adalbero von Dillingen † (887 - 28 aprile 909 deceduto)
- Hiltin † (prima del 28 dicembre 909 - 8 novembre 923 deceduto)
- Sant'Ulrich † (923 - 4 luglio 973 deceduto)
- Heinrich I † (973 - 13 luglio 982 deceduto)
- Etico dei Guelfi † (982 - 24 giugno 988 deceduto)
- Leuthold (Liutolf) † (989 - 25 luglio 996 deceduto)
- Gebhard, O.S.B. † (996 - 9 luglio 1000 deceduto)
- Sigfrido I † (1000 - 5 maggio 1006 deceduto)
- Bruno di Baviera † (1006 - 23 aprile 1029 deceduto)
- Eberardo † (1029 - 25 maggio 1047 deceduto)
- Enrico II † (1047 - 3 settembre 1063 deceduto)
- Emmerich von Leiningen † (prima del 2 febbraio 1064 - 30 agosto 1077 deceduto)
- Siegfried II † (1077 - 4 dicembre 1096 deceduto)
  - Wigolt † (1077 - 11 maggio 1088 deceduto) (antivescovo)
- Hermann von Vohburg † (1096 - 19 marzo 1133 deceduto)
- Walther von Dillingen † (8 settembre 1133 - 1152 dimesso)
- Konrad von Hirscheck † (1152 - 24 ottobre 1167 deceduto)
- Hartwig von Lierheim † (1167 - 24 gennaio 1184 deceduto)
- Udalschalk † (28 gennaio 1184 - 1º giugno 1202 deceduto)
- Hartwig von Hirnheim † (giugno 1202 - 30 aprile 1208 deceduto)
- Siegfried von Rechberg † (1208 - 23 agosto 1227 deceduto)
- Sibod von Seefeld † (1227 - 1247 dimesso)
- Hartmann von Dillingen † (13 marzo 1250 - 4 luglio 1286 deceduto)
- Siegfried von Algertshausen † (19 luglio 1286 - 26 giugno 1288 deceduto)
- Wolfhard von Roth † (prima del 18 agosto 1288 - 13 gennaio 1302 deceduto)
- Degenhard von Hellenstein † (1303 - 1º dicembre 1307 deceduto)
- Friedrich Spät von Faimingen † (1309 - 14 marzo 1331 deceduto)
- Ulrich von Schönegg † (1331 - 25 luglio 1337 deceduto)
- Heinrich von Schönegg † (1337 - 1347 o 1348 dimesso)
- Markward von Randeck † (30 maggio 1348 - 23 agosto 1365 nominato patriarca di Aquileia)
- Walther von Hochschlitz † (19 novembre 1365 - 4 ottobre 1369 deceduto)
- Johann von Schadland, O.P. † (16 giugno 1371 - aprile 1372 dimesso)
- Burchard von Ellerbach † (12 dicembre 1373 - 9 marzo 1404 deceduto)
- Eberhard von Kirchberg † (30 maggio 1404 - 12 agosto 1413 deceduto)
- Friedrich von Grafeneck † (24 settembre 1413 - 24 settembre 1414 nominato vescovo di Brandeburgo)
- Anselm von Nenningen † (24 settembre 1414 - 1423 dimesso)
- Heinrich von Ehrenfels † (7 settembre 1423 - ? dimesso)
- Peter von Schaumberg † (27 febbraio 1424 - 12 aprile 1469 deceduto)
- Johann von Werdenberg † (15 maggio 1469 - 23 febbraio 1486 deceduto)
- Friedrich von Zollern † (21 giugno 1486 - 8 marzo 1505 deceduto)
- Heinrich von Lichtenau † (7 maggio 1505 - 12 aprile 1517 deceduto)
- Christoph von Stadion † (20 aprile 1517 - 15 aprile 1543 deceduto)
- Otto von Waldburg † (1º giugno 1543 - 2 aprile 1573 deceduto)
- Johann Eglof von Knöringen † (31 luglio 1573 - 5 giugno 1575 deceduto)
- Marquard vom Berg † (23 settembre 1575 - 28 gennaio 1591 deceduto)
- Johann Otto von Gemmingen † (10 maggio 1591 - 6 ottobre 1598 deceduto)
- Heinrich von Knöringen † (19 aprile 1599 - 25 giugno 1646 deceduto)
  - Sigismund Franz von Österreich-Tirol † (25 giugno 1646 succeduto - 28 maggio 1665 dimesso) (vescovo eletto)[9]
- Johann Christoph von Freyberg † (11 ottobre 1666 - 1º aprile 1690 deceduto)
- Alessandro Sigismondo di Palatinato-Neuburg † (1º aprile 1690 succeduto - 24 gennaio 1737 deceduto)
- Johann Franz Schenk von Stauffenberg † (24 gennaio 1737 succeduto - 12 giugno 1740 deceduto)
- Giuseppe Ignazio Filippo d'Assia-Darmstadt † (2 gennaio 1741 - 20 agosto 1768 deceduto)
- Clemente Venceslao di Sassonia † (20 agosto 1768 succeduto - 27 luglio 1812 deceduto)
  - Sede vacante (1812-1818)[10]
- Franz Karl Joseph von Hohenlohe-Waldenburg-Schillingsfürst † (6 aprile 1818 - 9 ottobre 1819 deceduto)
- Joseph Maria von Fraunberg † (27 giugno 1821[11] - 24 maggio 1824 nominato arcivescovo di Bamberga)
- Ignaz Albert von Riegg, O.S.A. † (24 maggio 1824 - 15 agosto 1836 deceduto)
- Johann Peter von Richarz † (21 novembre 1836 - 2 luglio 1855 deceduto)
- Michael von Deinlein † (19 giugno 1856 - 27 settembre 1858 nominato arcivescovo di Bamberga)
- Pankratius von Dinkel † (27 settembre 1858 - 8 ottobre 1894 deceduto)
- Petrus von Hötzl, O.F.M. † (18 marzo 1895 - 9 marzo 1902 deceduto)
- Maximilian von Lingg † (9 giugno 1902 - 31 maggio 1930 deceduto)
- Josef Kumpfmüller † (17 settembre 1930 - 10 febbraio 1949 deceduto)
- Josef Freundorfer † (9 luglio 1949 - 11 aprile 1963 deceduto)
- Josef Stimpfle † (10 settembre 1963 - 30 marzo 1992 ritirato)
- Viktor Josef Dammertz, O.S.B. † (24 dicembre 1992 - 9 giugno 2004 ritirato)
- Walter Mixa (16 luglio 2005 - 8 maggio 2010 dimesso)
- Konrad Zdarsa (8 luglio 2010 - 4 luglio 2019 ritirato)
- Bertram Johannes Meier, dal 29 gennaio 2020[12]

## Statistiche
La diocesi nel 2022 su una popolazione di 2.460.076 persone contava 1.302.000 battezzati, corrispondenti al 52,9% del totale.
| anno | popolazione | popolazione | popolazione | presbiteri | presbiteri | presbiteri | presbiteri                | diaconi | religiosi | religiosi | parrocchie |
| anno | battezzati  | totale      | %           | numero     | secolari   | regolari   | battezzati per presbitero | diaconi | uomini    | donne     | parrocchie |
| ---- | ----------- | ----------- | ----------- | ---------- | ---------- | ---------- | ------------------------- | ------- | --------- | --------- | ---------- |
| 1950 | 1.347.000   | 1.639.660   | 82,2        | 1.571      | 1.223      | 348        | 857                       |         | 348       | 5.120     | 986        |
| 1959 | 1.385.803   | 1.657.371   | 83,6        | 1.628      | 1.253      | 375        | 851                       |         | 345       | 5.215     | 948        |
| 1970 | 1.500.598   | 1.842.911   | 81,4        | 1.105      | 1.105      | ?          | ?                         | 3       |           | 3.500     | 1.020      |
| 1980 | 1.554.000   | 1.900.000   | 81,8        | 1.340      | 960        | 380        | 1.159                     | 24      | 716       | 4.400     | 1.032      |
| 1990 | 1.457.417   | 1.967.498   | 74,1        | 1.267      | 842        | 425        | 1.150                     | 81      | 752       | 3.347     | 997        |
| 1999 | 1.536.620   | 2.195.124   | 70,0        | 1.017      | 818        | 199        | 1.510                     | 107     | 497       | 2.427     | 1.000      |
| 2000 | 1.536.010   | 2.204.626   | 69,7        | 1.012      | 813        | 199        | 1.517                     | 113     | 308       | 2.239     | 1.000      |
| 2001 | 1.535.529   | 2.214.187   | 69,3        | 1.007      | 793        | 214        | 1.524                     | 120     | 302       | 2.315     | 1.001      |
| 2002 | 1.535.669   | 2.225.166   | 69,0        | 1.095      | 792        | 303        | 1.402                     | 118     | 534       | 2.197     | 1.001      |
| 2003 | 1.539.461   | 2.245.158   | 68,6        | 1.105      | 789        | 316        | 1.393                     | 124     | 486       | 2.115     | 1.001      |
| 2004 | 1.536.294   | 2.249.020   | 68,3        | 1.118      | 782        | 336        | 1.374                     | 129     | 484       | 2.050     | 1.001      |
| 2006 | 1.493.282   | 2.262.963   | 66,0        | 1.091      | 762        | 329        | 1.368                     | 138     | 558       | 1.837     | 1.001      |
| 2012 | 1.351.703   | 2.298.454   | 58,8        | 1.019      | 711        | 308        | 1.326                     | 158     | 597       | 1.448     | 1.004      |
| 2015 | 1.325.316   | 2.316.270   | 57,2        | 1.150      | 666        | 484        | 1.152                     | 164     | 748       | 1.232     | 998        |
| 2018 | 1.298.482   | 2.401.293   | 54,1        | 933        | 647        | 286        | 1.391                     | 173     | 549       | 1.030     | 998        |
| 2020 | 1.296.200   | 2.438.241   | 53,2        | 829        | 624        | 205        | 1.563                     | 181     | 390       | 1.021     | 996        |
| 2022 | 1.302.000   | 2.460.076   | 52,9        | 822        | 593        | 229        | 1.583                     | 183     | 491       | 910       | 996        |